# Nebelberg
Nebelberg è un comune austriaco di 648 abitanti nel distretto di Rohrbach, in Alta Austria.